# Kruis van verdienste (Curaçao)
Kruis van verdienste (Krus di Mérito Kòrsou) is een ministeriële onderscheiding van Curaçao voor burgers die zich op een uitzonderlijke manier hebben ingezet voor het land. De onderscheiding bestaat uit een medaille en een plaquette. De uitreiking vindt jaarlijks plaats ter gelegenheid van de viering op 2 juli van de Dag van de Vlag. 

## Geschiedenis
In 1997 maakte eilandsraadslid Rignald Lak (FOL) zich sterk voor de invoering van de onderscheiding. De onderscheiding voor het eerst toegekend in 2004 nadat deze in 1999 was ingesteld door het Bestuurscollege van het eilandgebied Curaçao. Na de ontmanteling van de Nederlandse Antillen in oktober 2010 ging de onderscheiding over op Land Curaçao en ressorteert sindsdien onder de minister van Onderwijs, Wetenschap, Cultuur & Sport.
De onderscheiding is bestemd voor inwoners van Curaçao boven de 50 jaar en dient als erkenning van verrichte vrijwilligerswerk (minstens vijf jaar) ten dienste van de Curaçaose samenleving. Het omvat negen terreinen van vrijwilligersactiviteiten: cultureel-educatief, economie, handel, vakbondswezen, sociaal-curatief, jeugd, ouderenzorg, media en kerk. Het Kruis van verdienste wordt beschouwd als de meest prestigieuze onderscheiding van Curaçao.  
Door tussenkomst van het ministerie van Onderwijs, Wetenschap, Cultuur & Sport, sector Cultuur en Sport, kunnen meerderjarige inwoners van Curaçao met de Nederlandse nationaliteit kandidaten voor onderscheiding voordragen aan de selectiecommissie.

## Decorandi
- 2004 - Maria (Riet) Rozendal-Meeuwesen, Elis Juliana
- 2005
- 2006
- 2007
- 2008 - Jamilie Haile, Cornellie Schoonhoven-Muntslag, Imelda Agostien-Zimmerman, Lucio Romero, Ruben Roosberg.
- 2009
- 2010
- 2011 - Lionel Capriles, Clovis Lodewijks, Oscar Semerel, Juan (Victo) Bartholomeus, Melva Leito
- 2012
- 2013 - Joyce Da Costa Gomez, Jeanette Juliet-Pablo, Aubrey Errington Linzey, Liledone Hayes Macaulay-Nicholls, Serapio Augustin Pinedo
- 2014 - Pedro Celestino (Shon Pe) Hooi
- 2015 - Jeanne Henriquez, Thomas Aquino Martina, Teresa Koeiman-Doran, Ludwig Samson, Gladys do Rego-Kuster
- 2016 - Ossandra Lewis-Nieuw, Noris Doran, Imelda Kroon, Hugo Rafaela, Diodela van Weissenbruch-ter Haar
- 2017 - Chaldwin (Broertje) Marshall
- 2018 - Juan de Palm, Bentley Ronald Leonora, Gildo Brigitha, Isaira Gomes-Mauricia, Myrla Rodrigues, Rignald Lak, Jeannette Kroes-van Leeuwaarde[1]
- 2019 - Ange Jessurun, Oswin (Chin) Behilia, Swinda Albertus, Iva Hooghuis-Martina, Wendell Prince
- 2020 - Benedicto Marte, Eligio Melfor, Gladwin de Lanoi, Lionel Janga
- 2021 - Cesario La Croes, Ludwig Muyden, Maria Diwan, Ced Ride, Grace Goede, Rina Penso
- 2022 - Dinah Veeris, Mario Kleinmoedig, Violet Ravenstein-Lourens, Roberto Rico, Alcides Cova.
- 2023 - Curd Evertz, Angelina de Ron-Tromp, Haydee Clementina, Ryan de Jongh, Pedro (Hermanito) Narvaez, Judith Mauris, Els-Marie (Tante Emma) Eman-Bradshaw, Rose Mary Allen; Rignald (Doble-R) Recordino, Joyce Adoptie-Treurniet.
- 2024 - Meyrtha M. Leetz-Cijntje; Martin H. den Dulk; Jeanine Li Fong Ng; Ezequel A. Calmes; Anthony B. Curial; Mafalda Salsbach-Minguel.